# Станіслав Віткевич
Станіслав Віткевич (пол. Stanisław Witkiewicz; нар. 21 травня 1851 — пом. 5 вересня 1915) — польський живописець, архітектор, письменник та теоретик мистецтва, творець та пропагандист закопанського стилю, батько Станіслава Ігнатія Віткевича.